# Nannohelea clastrieri
Nannohelea clastrieri är en tvåvingeart som beskrevs av Eileen D. Grogan och Wirth 1980. Nannohelea clastrieri ingår i släktet Nannohelea och familjen svidknott.
Artens utbredningsområde är Colombia. Inga underarter finns listade i Catalogue of Life.